# محمدصادق نامی اصفهانی
میرزا سید محمدصادق موسوی اصفهانی (درگذشت ۱۲۰۴ قمری) متخلص به «نامی»، منشی و وقایع‌نگار کریم‌خان زند و شاعر است. وی مؤلف تاریخ گیتی‌گشا با موضوع تاریخ دوره زندیه است. این کتاب اولین بار در ۱۳۱۷ با تصحیح و مقدمه سعید نفیسی منتشر شده‌است. نامی پنج مثنوی خمسه به تقلید از خمسه نظامی با عنوان «نامی نامه» سروده که مشتمل است بر: درج گهر، خسرو و شیرین، لیلی و مجنون، وامق و عذرا، یوسف و زلیخا. نسخ خطی چهار مثنوی او موجود است، ولی از یوسف و زلیخای او نشانی در دست نیست. او در شعر طبعی روان داشت و در انجمن ادبی صباحی شرکت می‌کرد و از شاعران طرفدار سبک بازگشت بود.پس از درگیری‌های فراوان زندیه و قاجاریه خصوصا آقامحمدخان قاجار با جعفرخان زند و لطفعلی خان زند و انقراض سلسله زندیه، نامی مورد بی اعتنایی قرار گرفته و به فقر و فاقه مبتلا شد و در خوردن افیون افراط کرد تا اینکه در سال ۱۲۰۴ قمری از دنیا رفت.